# Tarf

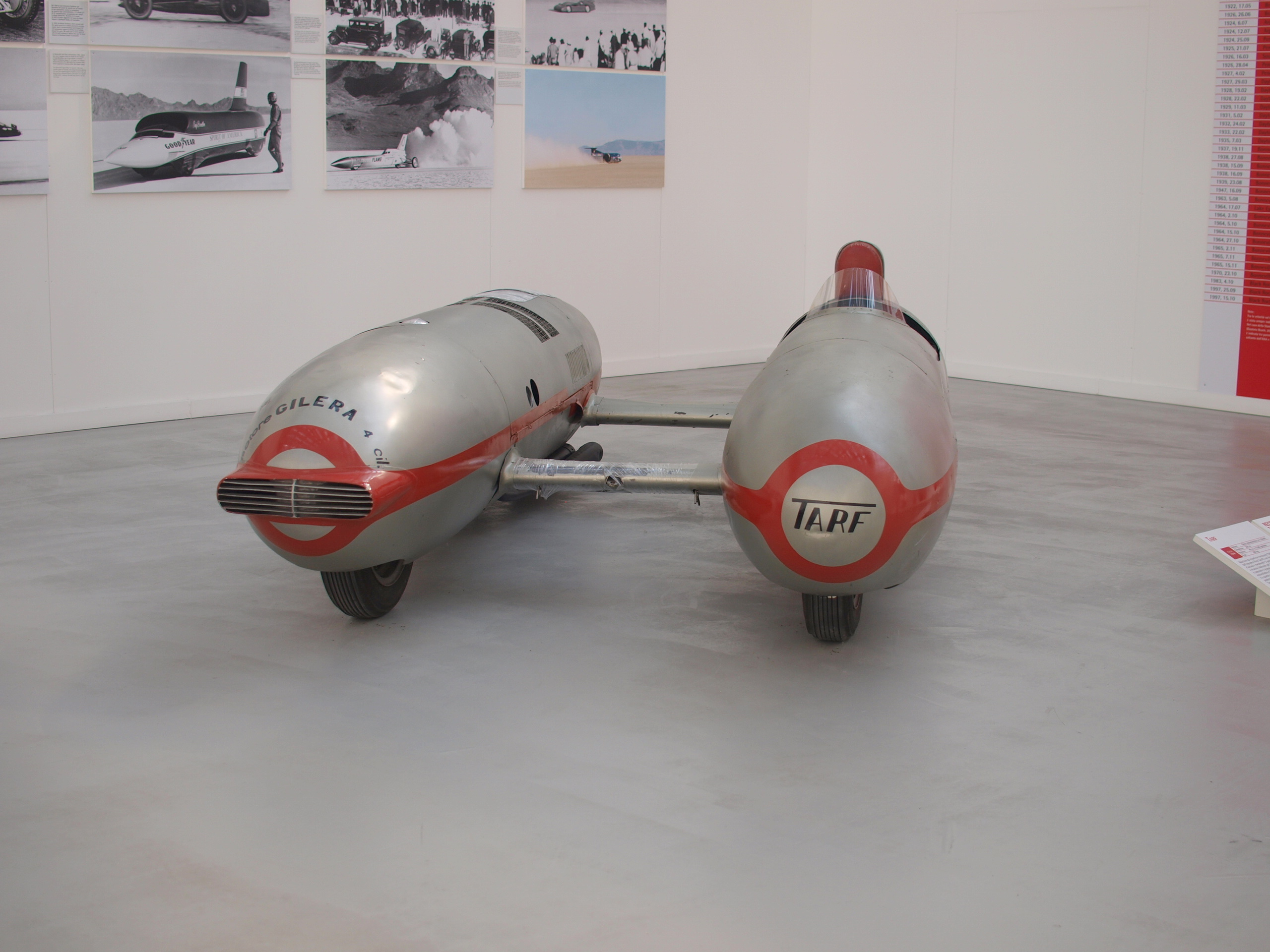
Tarf I (Tarf-Gilera) (1954)

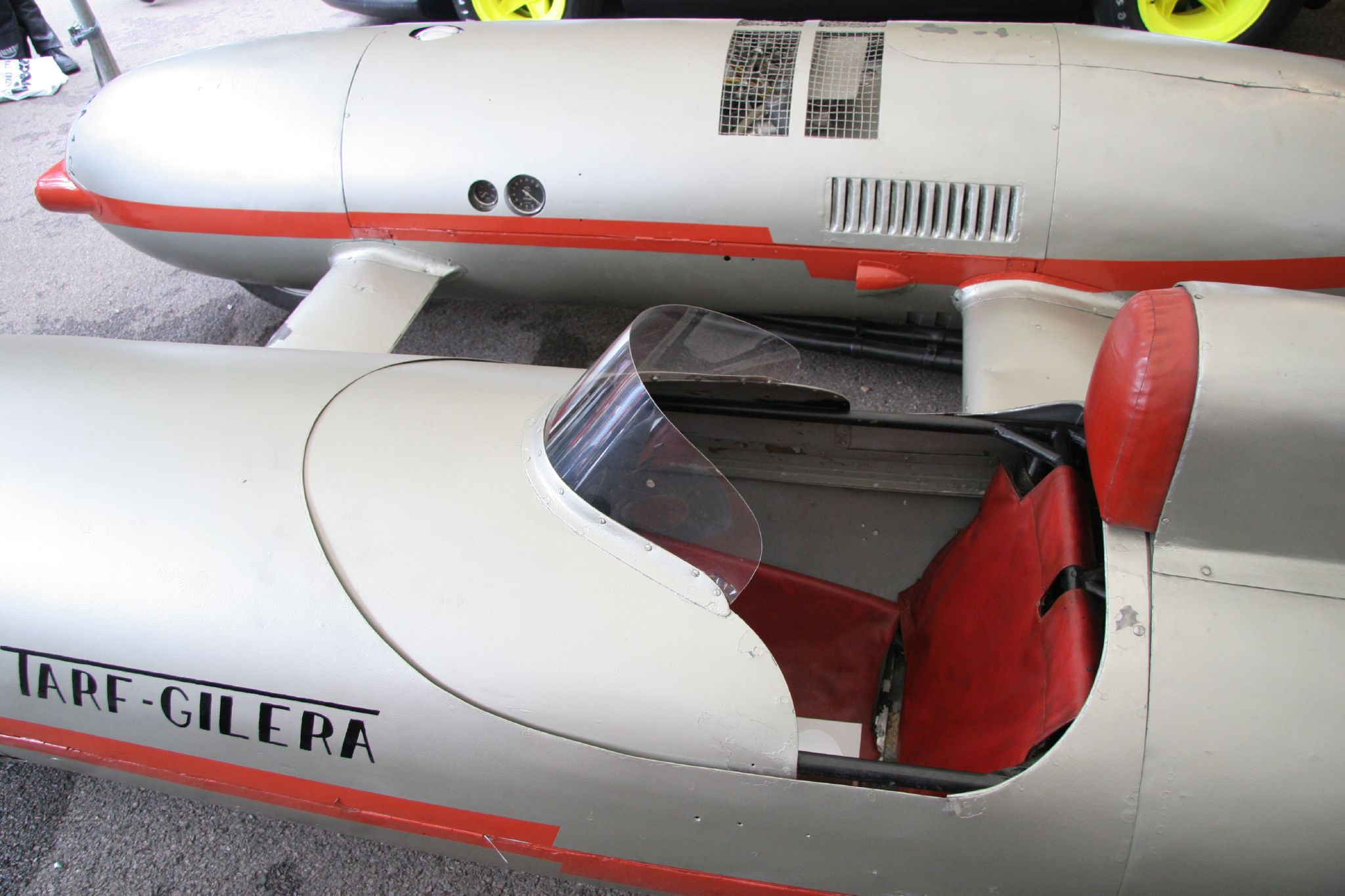
Fahrer im linken, Motor im rechten Rumpf

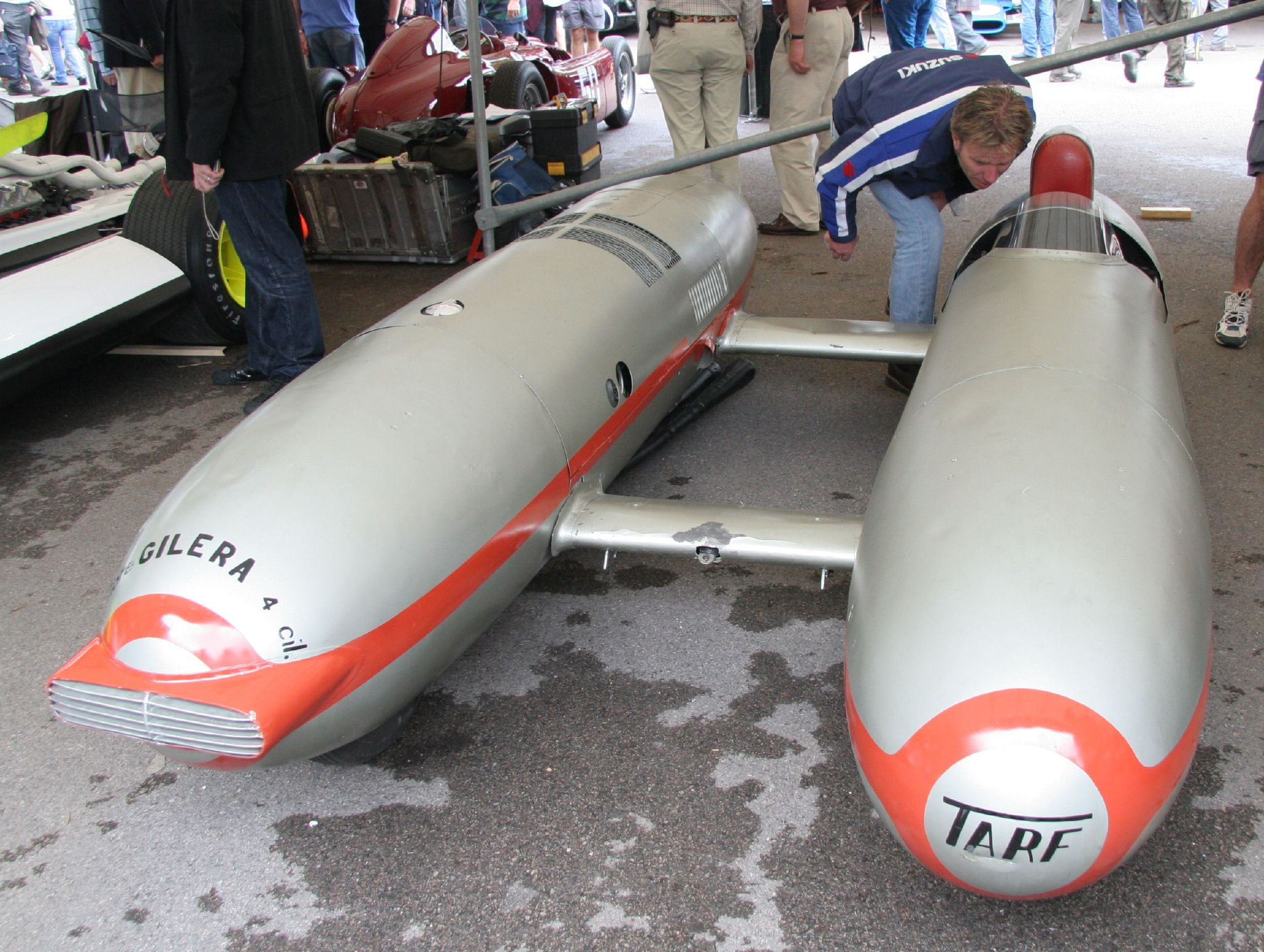
Tarf I (Tarf-Gilera)

Die Tarf war ein doppelrumpfiges Rekordfahrzeug, das von dem italienischen Ingenieur und Rennfahrer Piero Taruffi konstruiert und in zwei Versionen von 1951 bis 1954 für insgesamt 18 Weltrekordfahrten eingesetzt wurde.

## Tarf I
Piero Taruffi beantragte im Oktober 1949 ein US-Patent auf ein mehrrumpfiges Rekordfahrzeug, das gegenüber dem späteren aerodynamischen Tarf-Konzept eine dreirumpfige Variante („trisiluro“) darstellte. Diese Form des Fahrzeugs wurde nicht gebaut.
Bei der zweirumpfigen Tarf I („bisiluro“) war ursprünglich der Einbau eines 500-cm³-Rennmotors der Bicilindrica von Moto Guzzi vorgesehen. Der V-Zweizylinder mit 120 Grad Zylinderwinkel leistete zu der Zeit 47 PS.
Als Taruffi 1953 in der Funktion des Renndirektors zu Gilera zurückkehrte, wurde der leistungsstärkere Rennmotor der Gilera 500 Vierzylinder mit 65 PS bei 10.400/min in die rechte Seite des Rumpfs der Tarf I eingebaut, der Fahrer saß in der linken Rumpfseite.
Mit der Tarf-Gilera erzielte Taruffi am 14. Oktober 1954 auf der Rennstrecke in Montlhéry einen Stundenweltrekord von 201 km in der Klasse bis 500 cm³ Hubraum.
Die Tarf-Gilera ist heute im Museo dell’Automobile in Turin zu besichtigen.

## Tarf II
Die Tarf II (auch Italcorsa) entwickelte Taruffi für Rekordfahrten in der Sportwagenklasse bis 2000 cm³ Hubraum. Taruffi baute dazu einen Vierzylinder-Maserati-Motor mit 1720 cm³ Hubraum in die linke Rumpfhälfte des torpedoförmigen Fahrzeugs ein, der Fahrer saß in der rechten Hälfte. Durch zwei Kompressoren soll der Motor eine Leistung von 280 PS erreicht haben. Das Vierganggetriebe übertrug die Leistung über eine Kette an das linke Hinterrad. Gelenkt wurde mittels zweier Steuerknüppel; die zwei Heckflossen waren vom Fahrer verstellbar, um den Seitenwind auszugleichen. Am 20. März 1951 erzielte Taruffi einen Rekord über den fliegenden Kilometer in 298,507 km/h. Am 15. Januar 1952 stellte er weitere Rekorde mit der Tarf II auf, so den 50-Meilen-Rekord (231,744 km/h), und am 3. April 1952 den jeweiligen 50-100-200 km-Rekord sowie den Rekord über 1 Stunde (217,414 km/h). Der Rekordwagen Tarf II, der nach einer Restaurierung den Motor des Ferrari Dino 246 erhielt, wurde am 12. Mai 2012 bei einer Auktion für 89.600 Euro versteigert.